# Hrabstwo Marion (Tennessee)
Hrabstwo Marion (ang. Marion County) – hrabstwo w stanie Tennessee w Stanach Zjednoczonych. Obszar całkowity hrabstwa obejmuje powierzchnię 512,32 mil² (1326,9 km²). Według szacunków United States Census Bureau w roku 2009 miało 28 068 mieszkańców.
Hrabstwo powstało w 1817 roku.

## Miasta
- Jasper
- Kimball
- Monteagle
- New Hope
- South Pittsburg
- Orme
- Powells Crossroads
- Whitwell[4]

| Populacja hrabstwa w poprzednich latach | Populacja hrabstwa w poprzednich latach |
| Rok                                     | Liczba ludności                         |
| --------------------------------------- | --------------------------------------- |
| 1980                                    | 23 695                                  |
| 1990                                    | 24 860                                  |
| 2000                                    | 27 776                                  |
| 2005                                    | 27 757                                  |